# حوزه انتخابیه دوازدهم فلوریدا
حوزه انتخابیه دوازدهم فلوریدا یک حوزه انتخابیه مجلس نمایندگان آمریکا است که در ایالت فلوریدا قرار دارد.